# گورستان و قلعه کتیبه شیشه
گورستان و قلعه کتیبه شیشه مربوط به هزاره اول ق م است و در شهرستان اهر، بخش مرکزی، روستای شیشه واقع شده و این اثر در تاریخ ۲۵ اسفند ۱۳۷۹ با شمارهٔ ثبت ۳۰۹۷ به‌عنوان یکی از آثار ملی ایران به ثبت رسیده است.